# Tap Pilam
Tap Pilam (izvorno Tap Pilam Coahuiltecan Nation), potomci starih Coahuiltecan Indijanaca, koji su u ranom periodu kontakta živjeli na jugu Teksasa i sjeveroistočnog Meksika. Dolaskom Europljana mnogobrojne Coahuiltecan bande završavaju na misijama koje se osnivaju na području Teksasa. Danas se bore za federalno priznanje
Poznatiji pripadnik Tap Pilama je pokojni Steve Casanova, profesor etničkih studija sa sveučilišta St. Cloud State University u Minnesoti, koji je preminuo 2009.

## Vanjske poveznice
- AIT-SCM  Arhivirana inačica izvorne stranice od 3. ožujka 2009. (Wayback Machine)